# النعمات (الرقة)
النعمات قرية سورية تتبع ناحية معدان في منطقة مركز الرقة في محافظة الرقة. بلغ عدد سكانها 1396 نسمة في عام 2004 حسب إحصاء المكتب المركزي للإحصاء.